# Jelena Jelesina
Jelena Borisowna Jelesina (ros. Елена Борисовна Елесина, ur. 4 kwietnia 1970 w Czelabińsku) – rosyjska lekkoatletka specjalizująca się w skoku wzwyż.

## Kariera sportowa
Mistrzyni olimpijska z Sydney (2000). Wielokrotna medalistka mistrzostw Europy oraz świata. Pierwszy sukces odniosła w 1988 zajmując drugie miejsce w mistrzostwach świata juniorów (jeszcze w barwach ZSRR). W 1998 wygrała halowy mityng skoku wzwyż "Opoczno", który rozgrywano w Spale. Rekord życiowy: 2,02 (23 lipca 1990)

## Osiągnięcia
| Nazwa zawodów               | Miejsce    | Rok  | Pozycja    |
| --------------------------- | ---------- | ---- | ---------- |
| Mistrzostwa świata juniorów | Sudbury    | 1988 | 2. miejsce |
| Igrzyska Dobrej Woli        | Seattle    | 1990 | 1. miejsce |
| Mistrzostwa Europy          | Split      | 1990 | 3. miejsce |
| Mistrzostwa świata          | Tokio      | 1991 | 2. miejsce |
| Halowe mistrzostwa Europy   | Genua      | 1992 | 3 miejsce  |
| Halowe mistrzostwa Europy   | Ateny      | 1998 | 3 miejsce  |
| Mistrzostwa świata          | Sewilla    | 1999 | 2. miejsce |
| Igrzyska olimpijskie        | Sydney     | 2000 | 1. miejsce |
| Halowe mistrzostwa świata   | Birmingham | 2003 | 2 miejsce  |